# Hermann Kleinstück
Hermann Kleinstück (* 9. Mai 1933 in Frankfurt am Main; † 28. Januar 2017 in Darmstadt) war ein deutscher Rechtsanwalt und Politiker (FDP). Er war von 1987 bis 1991 Staatssekretär im Hessischen Ministerium für Wissenschaft und Kunst.

## Biografie
Hermann Kleinstück studierte Rechtswissenschaft und wurde 1960 an der Johann Wolfgang Goethe-Universität Frankfurt am Main mit einer Arbeit über Staat und Staatskirche in England promoviert. Er war dann in Darmstadt als Rechtsanwalt und Notar tätig. 1973 übernahm er die Position des Präsidenten der Hessischen Brandversicherungskammer. Anschließend war er von 1987 bis 1991 im Kabinett Wallmann Staatssekretär im Hessischen Ministerium für Wissenschaft und Kunst. Schließlich gehörte er bis zum Renteneintritt dem Vorstand der Software AG an.
Er gehörte zu den Gründern des Landesverbandes Hessen der Europa-Union. Hier war er von 1990 bis 1999 Landesvorsitzender, anschließend wechselte er in das Bundespräsidium.
Hermann Kleinstück wurde auf dem Alten Friedhof in Darmstadt bestattet.

## Kultur und Mäzenatentum
Kleinstück war von 1973 bis 2005 Vorsitzender des Darmstädter Kunstvereins und Vorstandsvorsitzender der Hessischen Kulturstiftung. Er engagierte sich in zahlreichen weiteren kulturellen Institutionen, u. a. war er nach 1966 zeitweilig Mitglied im Kuratorium der Wolf-Erich-Kellner-Gedächtnisstiftung.
2014 stiftete das Ehepaar Hermann und Ursula Kleinstück anlässlich seiner Wiedereröffnung dem Hessischen Landesmuseum in Darmstadt mehrere Schmuckstücke, unter anderem eine Pillendose von Patriz Huber. Im Dezember 2014 folgte ein thronartiger Armlehnsessel, den Joseph Maria Olbrich 1901 für das Große Haus des Darmstädter Möbelherstellers Julius Glückert auf der Mathildenhöhe entworfen hatte.

## Politik
Kleinstück vertrat seine Partei von 1968 bis 1980 und von 1985 bis 1992 in der Darmstädter Stadtverordnetenversammlung, zeitweise als Fraktionsvorsitzender.

## Ehrungen
- Stadtältester von Darmstadt
- Johann-Heinrich-Merck-Ehrung (1993)
- Bundesverdienstkreuz Erster Klasse (2002)
- Hessischer Verdienstorden (2013)[3]